# Робот по имени Чаппи
«Робот по имени Чаппи» (англ. Chappie) — американский научно-фантастический боевик сценариста и режиссёра Нила Бломкампа. Премьера в США состоялась 6 марта 2015 года, в России — 5 марта 2015 года. В основе фильма лежит короткометражка Бломкампа «Tetra Vaal» 2004 года. Главные роли исполнили Шарлто Копли, Дев Патель, Хью Джекман, Уоткин Тюдор Джонс, Йоланди Фиссер, Хосе Пабло Кантильо и Сигурни Уивер. Сюжет кинокартины, действие которой происходит в Йоханнесбурге, посвящён полицейскому роботу, обладающему искусственным интеллектом, которого захватили местные гангстеры и использовали в своих целях. Фильм собрал в мировом прокате 102 млн долларов при бюджете в 49 млн.

## Сюжет
Йоханнесбург захлестнула волна преступности. Правительство ЮАР заказывает серию бронированных полицейских дроидов-скаутов, которых производит оружейная компания «Tetravaal» и разработчиком которых является Деон Уилсон (Дев Патель). Они помогают полицейским силам в борьбе против преступных группировок, хотя один из дроидов под номером 22 получает повреждения в каждом рейде. Бывший десантник и инженер Винсент Мур (Хью Джекман) пытается предложить свою альтернативу — огромного и тяжеловооружённого шагохода под названием «Лось» (англ. MOOSE), который предназначен скорее для полномасштабных боевых действий, но может управляться человеком при помощи специального шлема. Однако руководство компании Деону доверяет больше, чем Винсенту, тем более что полиция не принимает его разработку, а компания сокращает расходы на подобные исследования. Дома Деон создаёт прототип искусственного интеллекта, который полностью имитирует человеческий разум и позволяет его обладателю испытывать эмоции и иметь собственное мнение: он может развиваться, мыслить, чувствовать и творить. Однако директор корпорации Мишель Брэдли (Сигурни Уивер) запрещает Деону проводить эксперимент на одном из полицейских роботов, поскольку компания в подобном не заинтересована.
Деон вынужден забрать защитный ключ, хранящийся в корпорации и используемый для обновления программного обеспечения, и похищает одного из дроидов — под номером 22. Он в очередной раз получил серьёзные повреждения во время последнего рейда, когда реактивный противотанковый снаряд повредил его сменный аккумулятор, и готовился было пойти под пресс, пока Деон не вмешался. Под предлогом дополнительного тестирования неисправного образца, Деон забирает робота и собирается отвезти домой. По пути Деон оказывается схваченным бандой гангстеров, куда входят Ниндзя (Уоткин Тюдор Джонс), Йоланди (Анри Дю Туа) и Америка (Хосе Пабло Кантильо): все трое задолжали криминальному авторитету Хиппо (Брандон Аурет) 20 миллионов рэндов после того, как сорвалась сделка по доставке кокаина. Хиппо угрожал перебить всю банду, и именно в этот момент полиция начала операцию, в ходе которой и был повреждён дроид под номером 22. Гангстеры требуют от Деона рассказать, как отключаются все роботы, чтобы без особых усилий достать нужные деньги, но разочаровываются: Деон сообщает, что фиксатор внутри роботов не позволит это сделать. Тогда они требуют перепрограммировать собранного Деоном дроида, чтобы тот работал в их интересах. Деону приходится устанавливать новое ПО прямо в убежище бандитов, и тем самым создаётся новая личность робота, который по своему поведению не отличается от ребёнка. Деон и Йоланди успокаивают робота и обучают его словам, и дают ему имя «Чаппи». Несмотря на желание Деона быть с роботом, Ниндзя выгоняет Деона из своего убежища, считая, что тот лезет не в своё дело.
Йоланди пытается воспитать Чаппи и обучить его самым простым вещам: он схватывает на лету почти весь жаргон из уст Америки. Ниндзя же не собирается тянуть время с выплатой долгов Хиппо, тем более что батарея Чаппи скоро отключится. Ниндзя пытается обучить Чаппи стать гангстером и отправляет его в опасный район, чтобы тот научился выживать, однако бандиты избивают Чаппи. Винсент, шпионивший за Деоном и безуспешно пытавшийся получить от него защитный ключ, выясняет, что Деон прятался на заброшенном заводе и обучал Чаппи рисовать, после чего начинает слежку за Чаппи. Люди Винсента схватывают робота: Винсент возвращает себе защитный ключ для своих личных целей, чтобы отключить всех дроидов-скаутов «Tetravaal» и заставить корпорацию принять его проект. Однако при попытке распилить дроида болгаркой тому удаётся вырваться: Чаппи, потерявший руку, сбегает и возвращается в убежище. Йоланди обвиняет Ниндзя в безответственности, и тот вынужден реабилитироваться: Америка восстанавливает ему руку, а Ниндзя учит его боевым искусствам и обращению с оружием. Гангстеры учат Чаппи угонять машины, которые они затем перепродают. Деньги, по их словам, пойдут на новое тело для Чаппи: поскольку заменить батарею нельзя, Ниндзя называет это единственным выходом.
Вернувшийся в «Tetravaal» Винсент использует защитный ключ для запуска вируса, отключающего всех роботов (в том числе и Чаппи), и хочет стереть записанную на ключе программу. Мафия Йоханнесбурга, прознав об отключении всех полицейских дроидов, устраивает хаос на улицах, а Деон отправляет Чаппи на завод, чтобы починить его, и заодно останавливает стирание программы. Чаппи обнаруживает шлем управления «Лосем» и дорабатывает это устройство. Теперь он может загрузить сознание в компьютер, получив в перспективе возможность перенести его в другое тело в случае своей смерти. Тем временем банда Ниндзя с помощью Чаппи совершает ограбление машины инкассаторов, что попадает в сводки новостей и вынуждает руководство корпорации бросить все силы на уничтожение мятежного дроида, в том числе санкционировав использование «Лося». Чаппи же, осознав, что Ниндзя не собирался делать ему новое тело, а просто использовал для ограбления, чуть не убивает гангстера. Того останавливает Деон, сказав, что Мишель Брэдли дала одобрение на ликвидацию Чаппи любой ценой и Деона как сообщника.
Винсент при помощи «Лося» готовится уничтожить Деона и Чаппи, и в этот же момент прибывает Хиппо за долгами. Ниндзя отказывается платить Хиппо долги и открывает огонь, начиная перестрелку. В ходе неё «Лось» разрывает Америку надвое, Ниндзя насмерть забивает Хиппо лопатой, а Деон получает критическое ранение. Когда Ниндзя, прикрывая отступление друзей, оказывается на грани гибели, Йоланди бросается на его спасение, сама погибает, а Чаппи всё же уничтожает «Лося» при помощи мощной взрывчатки. Разгневанный гибелью Йоланди, Чаппи отвозит Деона на фабрику, врывается в офис и жестоко избивает Винсента. Сознание умирающего Деона он переносит при помощи шлема «Лося» в опытный образец дроида в ангаре завода. Деон в новом облике копирует сознание Чаппи в ещё одного вышедшего из строя робота до прихода полиции, и они оба скрываются.
После инцидента власти Южной Африки немедленно налагают запрет на использование любых роботов во всех правоохранительных органах и дополнительно задействуют 150 000 человек военнослужащих. Опечаленный Ниндзя сжигает вещи Йоланди и в коробке с куклой, принадлежащей ей, находит флеш-носитель с копией её сознания, которую в своё время сделал Чаппи в качестве эксперимента. Чаппи взламывает производство «Tetravaal», создаёт специального робота по образцу Йоланди и загружает в него её сознание.

## В ролях
| Актёр                               | Роль                                                           |
| ----------------------------------- | -------------------------------------------------------------- |
| Шарлто Копли                        | Чаппи (озвучивание и движения) (Chappie) / полицейский (камео) |
| Дев Патель                          | Деон Уилсон (Deon Wilson)                                      |
| Уоткин Тюдор Джонс                  | Ниндзя (Ninja)                                                 |
| Анри Дю Туа                         | Йоланди (Yolandi)                                              |
| Хосе Пабло Кантильо                 | Америка (Yankie (Amerika))                                     |
| Хью Джекман                         | Винсент Мур (Vincent Moore)                                    |
| Сигурни Уивер                       | Мишель Брэдли (Michelle Bradley)                               |
| Брандон Аурет (англ. Brandon Auret) | Хиппо (Hippo)                                                  |
| Андерсон Купер                      | журналист в роли самого себя (камео)                           |
| Джейсон Коуп                        | старший механик (Tetravaal Lead Mechanic)                      |
| Роберт Хоббс (англ. Robert Hobbs)   | полицейский уполномоченный                                     |
| Чан Марти (англ. Chan Marti)        | репортёр                                                       |
| Пол Добсон (англ. Paul Dobson)      | полицейские роботы (озвучивание)                               |

## Съёмки
Съемки начались в конце октября 2013 года в Йоханнесбурге, Южная Африка, и завершились 18 февраля 2014 года.

## Отзывы
Фильм получил в большей степени отрицательные отзывы кинокритиков. На сайте Rotten Tomatoes его рейтинг составляет 32 % на основе 227 рецензий критиков, со средней оценкой 4,9 из 10. Критический консенсус гласит: «Чаппи может похвастаться большими идеями и визуальным щегольством, которыми прославился режиссёр Нил Бломкамп, и, к сожалению, большим количеством недостатков повествования.». На Metacritic рейтинг фильма 41 из 100, что соответствует статусу «Смешанные или средние отзывы». В связи с провалом фильма в кинотеатрах режиссёр Бломкамп, ранее не исключавший возможности снятия сиквелов, в ноябре 2016 года объявил, что продолжения съёмок не будет.